# Adolf Echtler
Adolf Echtler (5. května 1843 Gdaňsk – 23. září 1914 Mnichov) byl německý žánrový malíř.

## Životopis
Adolf Echtler se narodil v Gdaňsku v roce 1843. Byl synem malíře a fotografa Eduarda Echtlera. Jako dítě se s otcem přestěhoval do Rigy a poté do Petrohradu, kde ho otec poprvé učil malbě. Kolem roku 1860 se Echtler kvůli zdravotním problémům přestěhoval do Benátek, kde studoval žánrovou malbu na akademii umění. Později studoval malbu na Akademii výtvarných umění ve Vídni a v Mnichově, kde byl žákem německého žárového malíře a ilustrátora Wilhelma von Diez. Od roku 1869 vystavoval svá díla v Mnichově, Drážďanech, Berlíně, Düsseldorfu a Königsbergu (dnešní Kaliningrad). V roce 1870 se stal členem vídeňského Künstlerhausu.
V roce 1876 se v Cáchách oženil a další rok se přestěhoval do Paříže, kde žil po následujících devět let. Své práce vystavoval v salonu v letech 1879–1885. V roce 1878 se stal otcem syna, který dostal jméno Adolf. Ovdověl v roce 1886 a  poté se se synem odstěhoval do Mnichova. V roce 1896 získal zlatou medaili na mezinárodní výstavě umění v Berlíně. Ještě několikrát navštívil Benátky. Reprodukce jeho děl se objevily v časopise Die Gartenlaube. Byl čestným členem Akademie výtvarných umění v Mnichově a nesl titul královského profesora.
Jeho syn Adolf studoval od 2. května 1899 na mnichovské akademii umění u Gabriela von Hackla.
Zemřel 23. září 1914 v Mnichově.

## Dílo
Jeho žánrové malby často zobrazují výjevy venkovského života v Bretani a v Benátkách. Malby jsou vždy velmi propracované zvláště ve výrazu postav, které jsou velmi přesvědčivé. Často používal pestré živé barvy. Dva z jeho obrazů zaujaly i Luitpolda Bavorského, který je zařadil do své sbírky obrazů. Echlerovy malby byly pomocí různých technik široce reprodukovány.

## Galerie

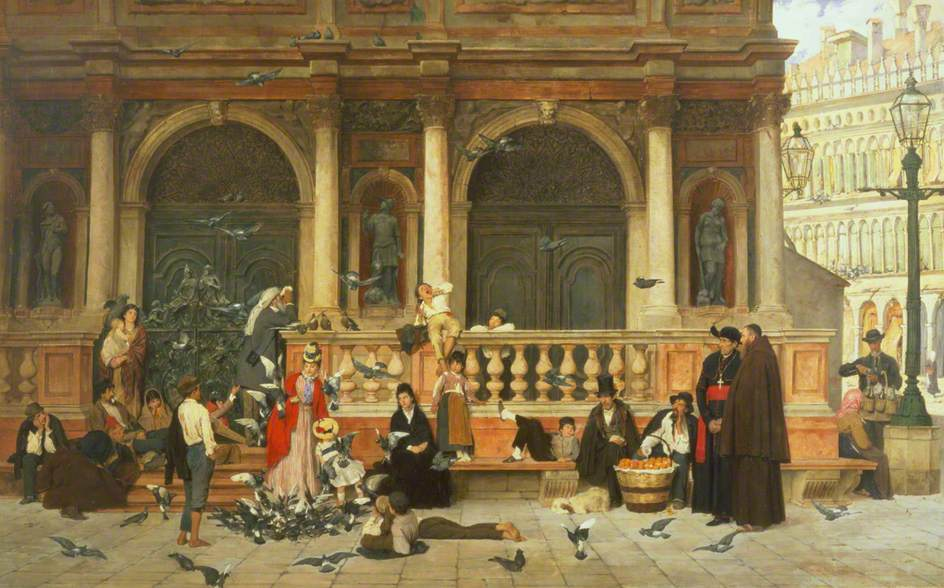
Náměstí sv. Marka v Benátkách
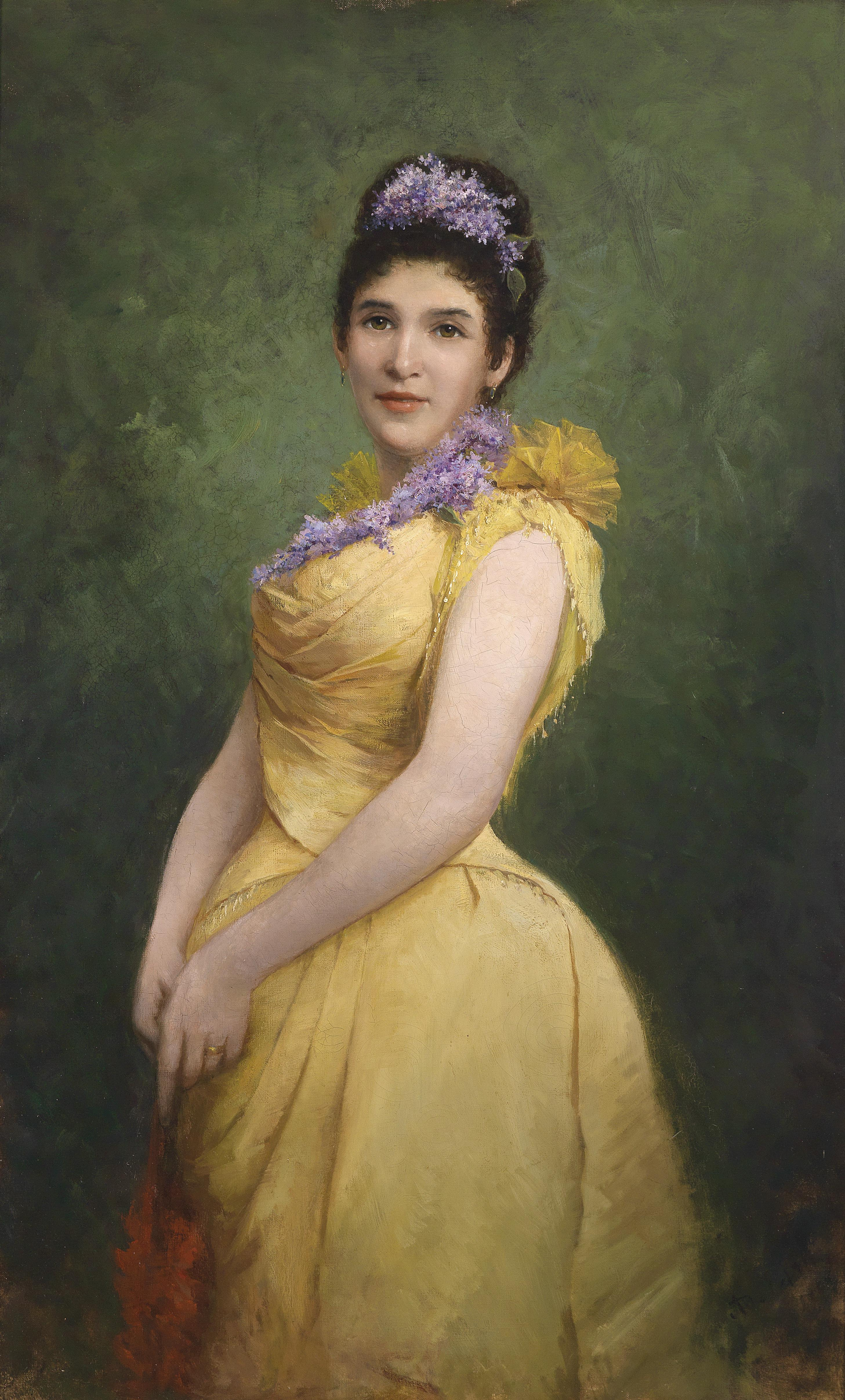
Dame in gelbem Kleid und Flieder im Haar, 1894
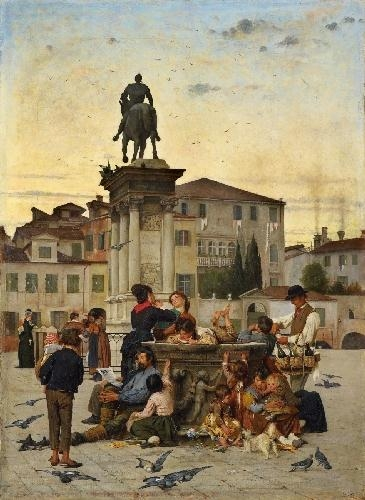
U fontány v Benátkách
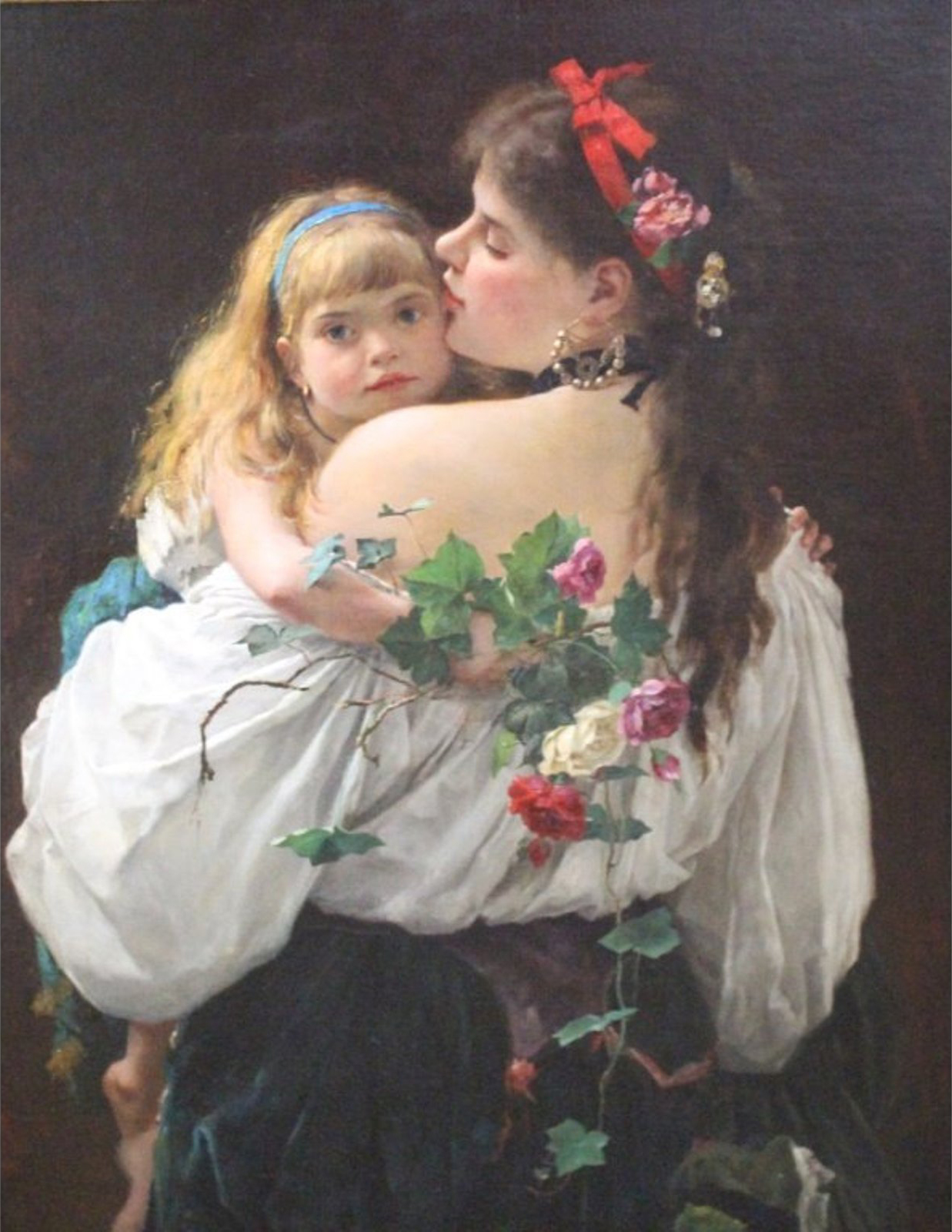
Matka s dcerou